# Franz Xaver Holzhey
Franz Xaver Holzhey (* 1. Juni 1885 in Penzing, Oberbayern; † 3. Mai 1945 in Eisenärzt bei Traunstein) war ein deutscher Hauptmann und „Tapferkeitsoffizier“ des Ersten Weltkriegs, der in den letzten Kriegstagen des Zweiten Weltkriegs die Vernichtung des Lazarett-Ortes Eisenärzt durch das Aufstellen eines Rot-Kreuz-Schildes verhinderte und dafür von dem auf der Flucht befindlichen Generalleutnant der Wehrmacht Theodor Tolsdorff hingerichtet wurde. Im Jahr 1951 verarbeitete Ernst von Salomon das Schicksal des Hauptmanns im Roman Der Fragebogen.
Der Wehrmachtsgeneral Theodor Tolsdorff, der die Hinrichtung Holzheys ohne Gerichtsverfahren befohlen und selbst vollstreckt hatte, wurde zunächst 1954 wegen Totschlags zu drei Jahren und sechs Monaten Gefängnis verurteilt, nach der Revision durch den Bundesgerichtshof wurde er schließlich 1960 vom Landgericht Traunstein freigesprochen.
Nach Holzhey wurde eine Straße in Eisenärzt benannt.